# Wawrzyniec Hajda

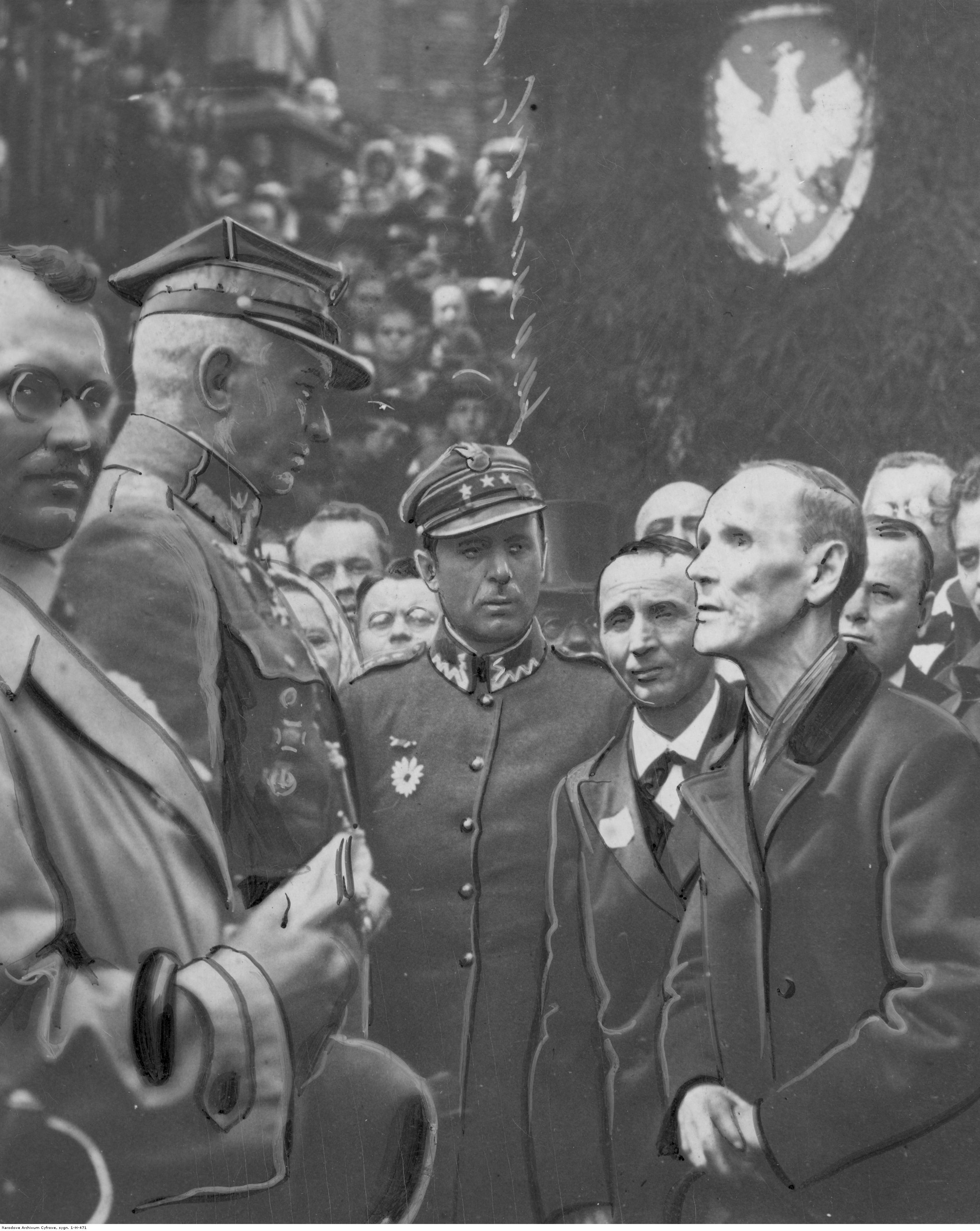
Generał Stanisław Szeptycki i Wawrzyniec Hajda (z prawej) w 1922 roku

Wawrzyniec Bartłomiej Hajda (ur. 8 sierpnia 1844 w Nowych Reptach, zm. 27 marca 1923 w Piekarach Śląskich) – polski działacz ludowy i poeta, z zawodu górnik.

## Życiorys
Wawrzyniec Hajda urodził się 8 sierpnia 1844 roku w Nowych Reptach jako syn Antoniego Hajdy i Marianny z domu Machura. Dzień później został ochrzczony w kościele św. Mikołaja w Starych Reptach (Alt Repten) przybierając imię Laurenz Bartholomeus (Wawrzyniec Bartłomiej). W czasie epidemii tyfusu i cholery w 1856 roku stracił rodziców. Hajda rozpoczął pracę u piekarza oraz pomagał w pracy na roli.
Gdy ukończył 14 lat, został przyjęty do pracy na kopalni Wilhelmine w Szarleju. W tym samym czasie rozpoczął naukę gry na skrzypcach, zaczął się też interesować historią Śląska. W 1865 roku przeniósł się na kopalnię Szarlej, a następnie pracował w kopalni Helena. W 1873 roku stracił wzrok na skutek przedwczesnego wybuchu dynamitu. Wzroku już nigdy nie odzyskał. Skierowano go na leczenie do Wrocławia, gdzie mieścił się zakład dla ociemniałych.
Zajął się organizacją polskich towarzystw kulturalnych, na których odbywały się spotkania dotyczące historii i literatury. Zorganizował sekcję śpiewaczą, zajmował się też komponowaniem pieśni.  Hajda miał zaproponować uczczenie 200 rocznicy bitwy pod Wiedniem i przemarszu wojsk króla Jana III Sobieskiego przez Górny Śląsk poprzez usypanie pamiątkowego kopca, propozycja nie spotkała się jednak z akceptacją. 
Dom Wawrzyńca Hajdy przy ul. Bytomskiej 169 stał się miejscem spotkań działaczy polskich z Piekar i okolicy. W maju 1885 roku wraz z towarzyszami stanął przed Izbą Karną w Bytomiu, oskarżony o podburzanie do gwałtów. Po kilku latach w Piekarach utworzył Towarzystwo Alojzjanów. Wkrótce po wyborach do parlamentu Rzeszy w 1893 władze pruskie rozwiązały Towarzystwo Alojzjanów. Jego działalność kontynuowało Kasyno Polskie. Hajda zorganizował zbiórkę podpisów pod petycją do władz pruskich, aby w Piekarach w szkołach podstawowych wprowadzić język polski na lekcjach. W 1894 roku skierowano do ministra oświaty petycję, która nie zyskała aprobaty.

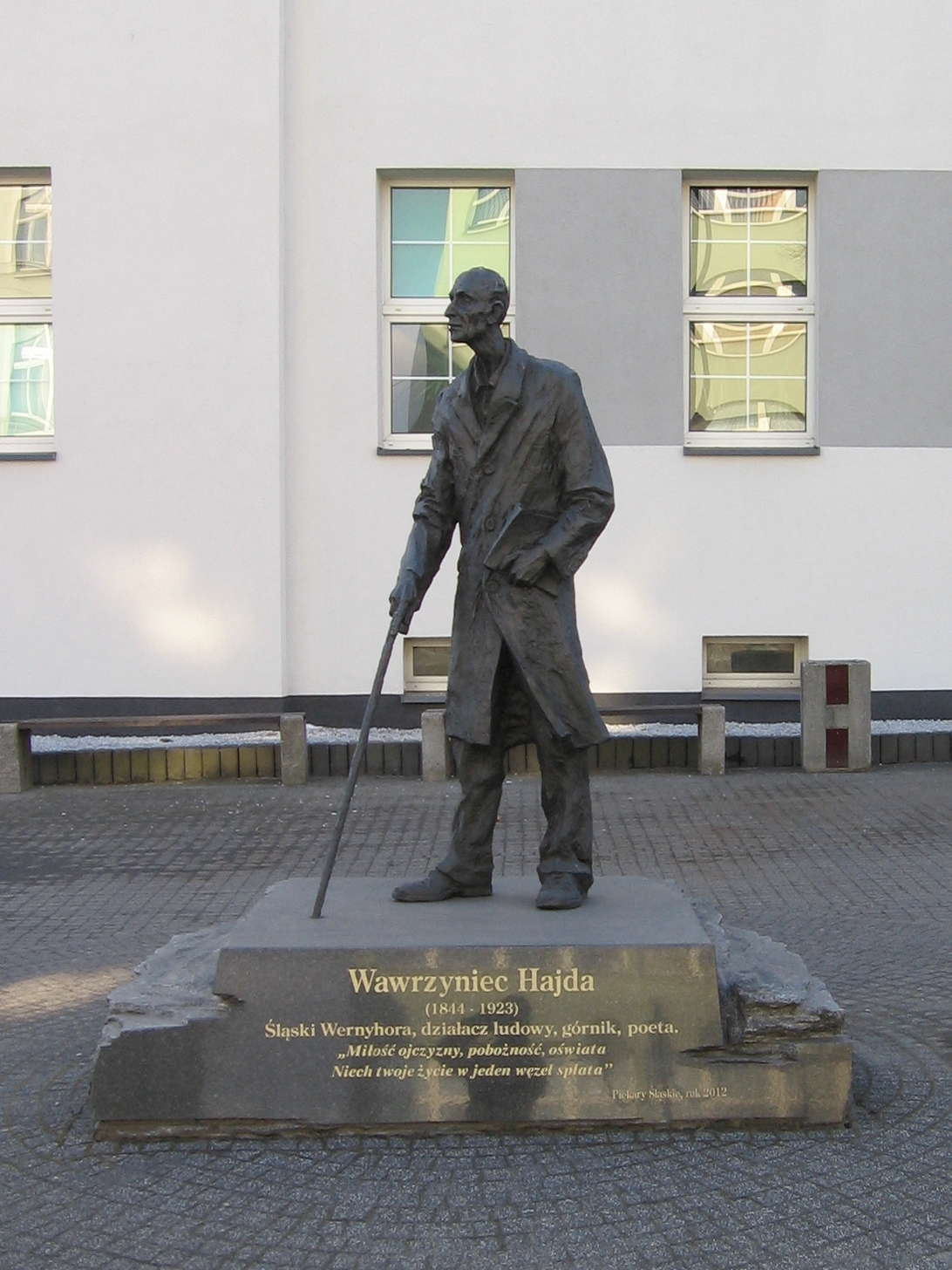
Pomnik Wawrzyńca Hajdy w Piekarach Śląskich-Szarleju, odsłonięty w 2012 roku

W kolejnych latach Hajda kontynuował pisanie wierszy. Jego dorobek artystyczny zawierał 200 utworów poetyckich o treści religijnej i patriotycznej. Rolę bodźców literackich spełniały różne ważne daty lub wydarzenia lokalne. Z tego tytułu miał być nazywany przez niektórych Śląskim Wernyhorą.
Miał spotykać się z ówczesnym posłem Wojciechem Korfantym, a także generałem Józef Haller. Po tym jak na mocy plebiscytu z 1922 Piekary Śląskie zostały włączone w granice Polski, Hajda spotkał się z generałem Wojska Polskiego Stanisławem Szeptyckim.
Zmarł w wieku 79 lat w dniu 27 marca 1923 roku w Piekarach Śląskich. W dniu 1 kwietnia 1923 roku odbył się pogrzeb z udziałem przedstawicieli władz wojewódzkich, kościelnych, gminnych. Trumnę zmarłego wystawiono na Placu Mariackim. Pochowany został na cmentarzu przy ul. Kalwaryjskiej.
Był dwukrotnie żonaty. W 1873 roku ożenił się z Pauliną Bednorz. Po jej śmierci, zawarł kolejny związek małżeński z Marią Oles (zm. 1915).
W Piekarach Śląskich znajduje się tablica pamiątkowa na domu przy ul. Bytomskiej 169, w której mieszkał, działał. Jego imieniem nazwano Szkołę Podstawowa nr 5, a także Nagrodę Miasta Piekary Śląskie w dziedzinie kultury. 
W 2024 Sejm RP upamiętnił jego 180. rocznicę urodzin.